# Simon Islip
Simon Islip (Islip, ... – Mayfield, 26 aprile 1366) è stato un arcivescovo cattolico inglese.

## Biografia
Nato nel villaggio di Islip, nell'Oxfordshire, Simon Islip studiò all'Università di Oxford, conseguendo il dottorato in utroque iure prima di diventare fellow del Merton College nel 1307. Considerato tra i più brillanti avvocati ecclesiastici dell'epoca, divenne arcidiacono di Stow nel 1332 e di Canterbury nel 1343. Nel 1347 fu nominato Lord custode del sigillo privato, carica che mantenne fino al 1350.
Fu consigliere fidato di Edoardo III, che gli concesse enormi poteri mentre si trovava in Francia, ma Islip non esitò a schierarsi contro il re per difendere gli interessi economici della Chiesa. Il 20 settembre 1349 fu nominato arcivescovo di Canterbury e fu consacrato il 20 dicembre successivo. Le pestilenze avevano ridotto grandemente il numero di religiosi e Islip si impegnò a salvaguardare le finanze ecclesiastiche dissanguate dalla peste.
Morì nel 1366 a Mayfield, tre anni dopo che un infarto lo aveva privato dell'uso della parola. Due anni dopo il nipote William Whittlesey sarebbe diventato a sua volta arcivescovo di Canterbury.

## Genealogia episcopale e successione apostolica
La genealogia episcopale è:
- Cardinale Vital du Four
- Arcivescovo John de Stratford
- Vescovo Ralph Stratford
- Arcivescovo Simon Islip

La successione apostolica è:
- Arcivescovo William Whittlesey (1362)